# Економіка Австрії
Австрія — одна з найрозвиненіших держав Європи. Це індустріально-аграрна країна. Має добре розвинену соціально орієнтовану ринкову економіку та високий рівень життя. Перевагою австрійської економіки є широка виробнича база, кваліфікована робоча сила, туризм як важливе джерело валюти та сильна промисловість.

## Загальна характеристика

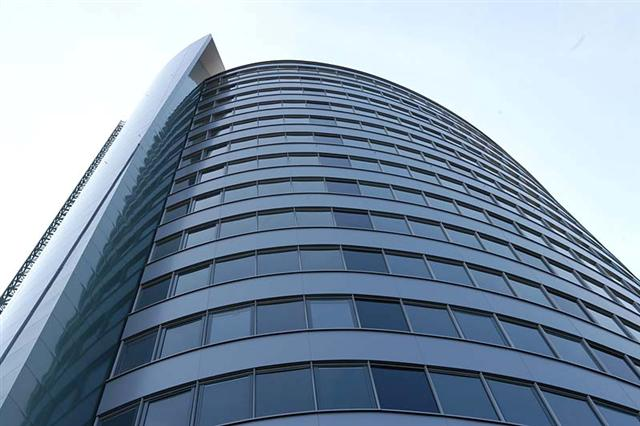
Будівля фінансового центру у Відні

На межі ХХ-XXI ст. за рівнем прибутків на душу населення займає 9-е місце у світі. Основні галузі економіки: машинобудування (транспортне, сільськогосподарське, електротехнічне), металургійна, харчова, текстильна, хімічна, електрична, паперова, гірнича, виробництво алюмінію, туризм. Переважна більшість промислових підприємств — малі та середні, лише близько 1 % підприємств мають число зайнятих від 500 осіб і більше. Понад 20 % промислової продукції створюється в держсекторі (металургійні, гірничодобувні галузі, енергетика). Найбільший зарубіжний інвестор — Німеччина (бл. 30 % інвестицій). Третина обсягу промислового виробництва припадає на державний сектор економіки. Попри гористу місцевість, використання сучасних методів землеробства дає Австрії можливість забезпечувати продуктами 3/4 потреб внутрішнього ринку. У країні виробляють майже всі види сільськогосподарської продукції. Одна з найважливіших галузей — тваринництво. Для виноробства вирощують виноград, ліси дають сировину для целюлозно-паперової промисловості. Австрія — високоіндустріальна країна, хоч більшість населення працює в сфері роздрібної торгівлі, банківського обслуговування, охорони здоров'я, освіти і туризму, який є однією з найприбутковіших галузей в економіці (понад 170 млрд шил. на рік). Торгує більш ніж з 150 країнами світу. Розвинуті всі види сучасного транспорту. Річкові порти: Лінц, Відень.

## ХХ століття

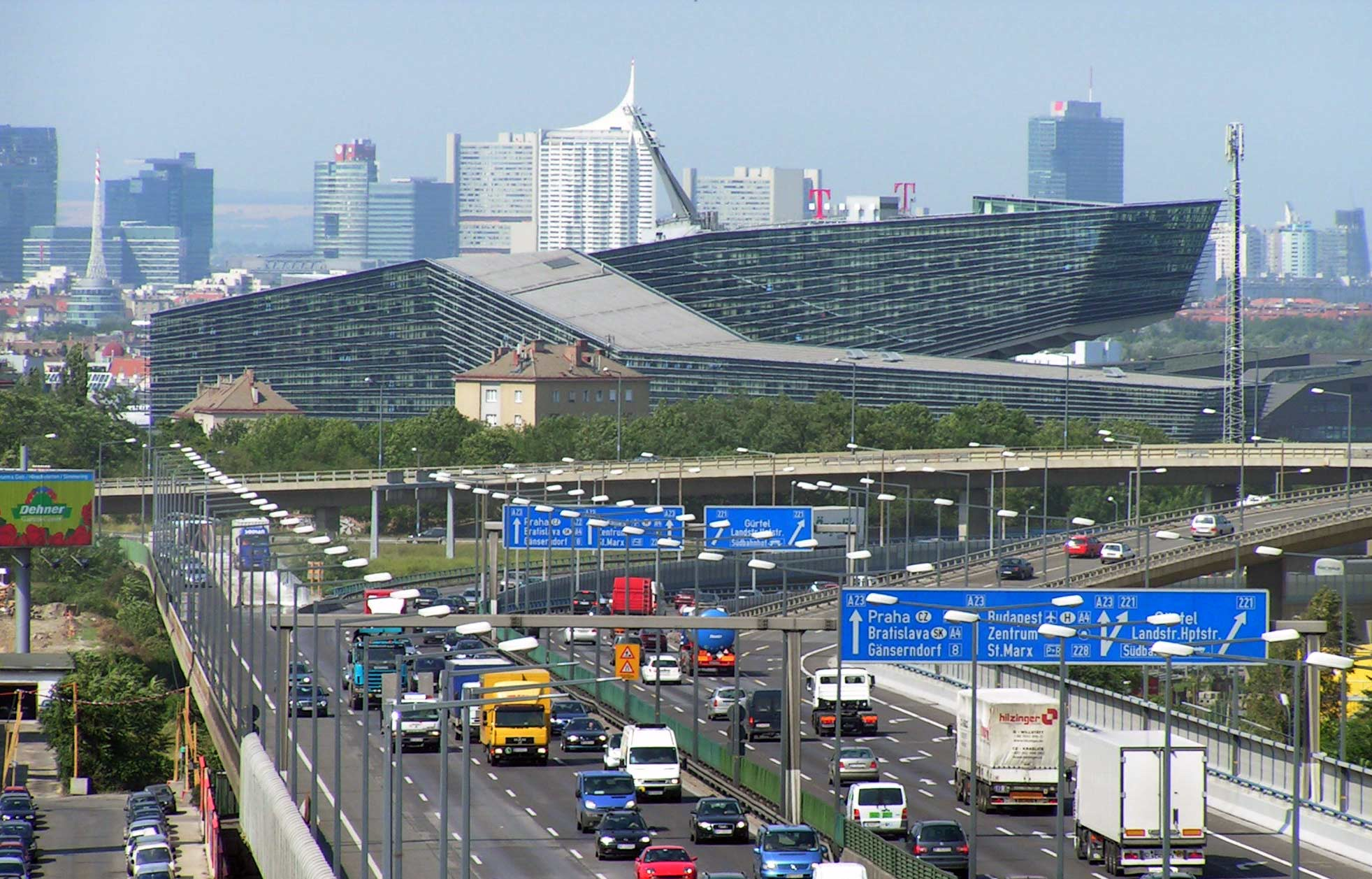
Сучасний Відень

Упродовж тривалого часу в ХХ ст. країна залежала від зовнішньої допомоги, і тільки в 1937 змогла створити економічну базу. У березні 1938 Австрія була приєднана до Німецького рейху. Тяжкі руйнування в результаті війни, радянська окупація Віденського басейну, важливого промислового району Австрії, і післявоєнний поділ країни державами-переможницями призвели до повної перебудови економіки Австрії. План Маршалла й інші форми допомоги з боку США мали вирішальне значення для перебудови австрійської економіки. Протягом 10 років (1945—1955) значна частина економіки країни, включаючи її життєво важливі нафтові ресурси, не перебувала під австрійським контролем і не могла сприяти її реконструкції. У 1946 понад 70 % австрійських підприємств були націоналізовані, у тому числі три найбільші комерційні банки, значна частина підприємств важкої промисловості, підприємства нафтовидобувної і нафтопереробної промисловості. Економіка Австрії стабільно розвивалася з кінця 1950-х і до середини 1970-х років. На початку 1980-х років відбулося уповільнення зростання, після 1988 — нове його прискорення. З 1992 темпи зростання економіки знову сповільнилися через міжнародний економічний спад, зменшення експорту і високі темпи інфляції. У 1993 уряд узявся за реалізацію великої програми приватизації промислових холдингів, у рамках загального плану залучення іноземних інвестицій. Зростання споживчого попиту в сусідніх з Австрією країнах Східної Європи в середині 1990-х років сприяло пожвавленню економіки країни. Після приєднання в 1995 до ЄС Австрія різко скоротила державні витрати, готуючись вступити до Європейського валютного союзу. Ці заходи також сповільнили загальне зростання економіки. А. — імпортер енергії.
Найстарішим промисловим центром, який значно розширився після виведення радянських військ, є Віденський промисловий басейн, що виробляє метали, текстиль і харчові продукти. Долина річок Мур і Мюрц у Штирії є центром металургії, виробництва автомобілів, паперу і деревини, а також продукції важкого машинобудування. Серед нових промислових центрів виділяється трикутник Лінц — Вельс — Штайр у Верхній Австрії, що має вигідне географічне положення. Найбільші промислові підприємства цього району — Об'єднаний австрійський металургійний і сталеливарний комбінат і Австрійський азотно-туковий завод у Лінці.
Внутрішнє виробництво енергії покриває лише приблизно третину енергетичних потреб країни.
Розвинутий туризм (гірськолижні курорти).